# Aphelandra caput-medusae
Aphelandra caput-medusae là một loài thực vật có hoa trong họ Ô rô. Loài này được Lindau mô tả khoa học đầu tiên năm 1904.